# Автошлях Т 1608
Автошля́х Т 1608 — автомобільний шлях територіального значення в Одеській області. Проходить територією Болградського району через Болград — Кубей — Арциз. Загальна довжина — 80,1 км.

## Маршрут
Автошлях проходить через такі населені пункти:
| Автошлях Т 1608    |              |
| Одеська область    |              |
| Болградський район |              |
| Болград            | E87М15Т 1631 |
| Табаки             |              |
| Залізничне         |              |
| Кубей              | Т 1632       |
| Оріхівка           |              |
| Виноградне         |              |
| Задунаївка         | Т 1645       |
| Главані            |              |
| Прямобалка         |              |
| Арциз              | Т 1627       |